# Roberto Baggio
Roberto Baggio [roberto badžo] (* 18. února 1967) je bývalý italský fotbalista, který hrával na postu útočníka. Nastupoval za přední týmy italské nejvyšší ligové soutěže – Fiorentinu, Juventus, AC Milán a Inter Milán.
Od roku 1988 do roku 2004 reprezentoval Itálii na mezinárodní úrovni. Za reprezentaci nastoupil k 56 zápasům a zaznamenal 27 branek a v roce 2020 tak zůstává historicky čtvrtým nejlepším střelcem národního týmu společně s Del Pierem.
Baggio vstřelil v první lize – Serii A – celkově 205 gólů napříč 452 zápasy.
Celkem v zápasech evropských pohárů vstřelil 31 gólů za 61 zápasů.
Pelé ho roku 2004 zařadil mezi 125 nejlepších žijících fotbalistů.
Na MS 1994 v USA neproměnil ve finále proti Brazílii v závěrečném penaltovém rozstřelu rozhodující pokutový kop a Itálie se tak musela spokojit se stříbrnými medailemi. Baggio později označil tento moment za nejhorší ve své kariéře.

## Klubová kariéra

### Vicenza a Fiorentina
Profesionální kariéru započal v klubu Vicenza Calcio ve třetí italské lize, bylo mu necelých 16 let. Vyhlédla si ho Fiorentina, ale už v 18 letech mu hrozil konec s fotbalem kvůli zranění kolena.
Klub investoval do jeho zotavení a jeho debut se udál až takřka rok po jeho příchodu.
První gól si připsal v květnu 1987 přesným přímým kopem proti Neapoli a přispěl k záchraně Fiorentiny mezi prvoligovými týmy.

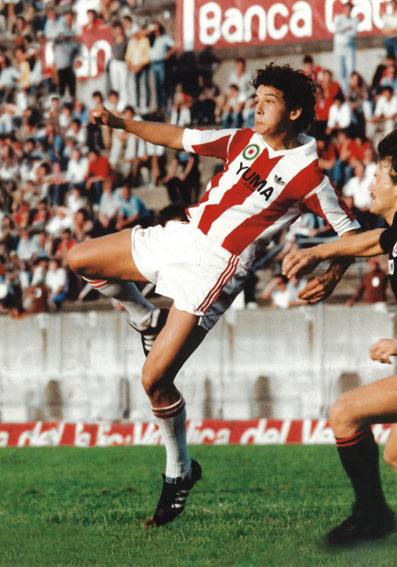
Roberto Baggio během svého působení ve Vicenze

V sezóně 1987/88 oplatil důvěru trenéra Erikssona 9 brankami ve 34 zápasech. Eriksson Baggia spároval s Argentincem Ramónem Díazem. Ve druhé (a poslední) sezóně pod Erikssonem se vypořádal s odchodem Díaze a utvořil tandem s dvojicí Roberto Pruzzo a Stefano Borgonovo. Borgonovo se stal rovněž jeho blízkým přítelem. Tým ještě posílil Brazilec Dunga. V únoru 1989 se Baggio, záložník Cucchi a dvougólový Borgonovo postarali o domácí vítězství 4:3 nad Interem,
který získal titul. Inter utržil v lize jen jednu další porážku.
Ačkoliv do vitríny klubu nepřibyla jediná trofej, v play-off se podařilo zajistit účast Poháru UEFA na úkor AS Řím. Římská obrana nezabránila průnika Baggia a ten nahrál na Borgonovův jediný a rozhodující gól.
Fiorentina přezdívaná La Viola v sezóně 1989/90 spoléhala na Baggiovy schopnosti a nebýt jeho, týkaly by se jí boje o záchranu.
Sám Baggio vstřelil 17 ligových branek a chyběly mu jen dvě, aby vyrovnal nejlepšího střelce sezóny van Bastena. La Viola tak skončila uprostřed tabulky na 12. příčce.
Baggio vytáhl Fiorentinu rovněž do finále Poháru UEFA. Finále dosáhl také nenáviděný Juventus, jenž Fiorentině odepřel Scudetto (italský mistrovský titul) v roce 1982.
Baggio ve dresu s číslem 10 zpočátku působil obráncům Juventusu potíže za podpory Dungy a Marca Nappiho. Přesto se Fiorentině nepodařilo udržet stav 1:1 a v Turíně tým prohrál 1:3.
Odveta finále skončila nerozhodně 0:0.

### Juventus
Ještě během roku 1990 se stal rekordní posilou Juventusu. Turínský klub za Baggia zaplatil částku v přepočtu 8 milionu £ (anglických liber) a tím byla překonána přestupová částka za Ruuda Gullita.
Když v prosinci 1990 poprvé nastoupil proti svému bývalému klubu, došlo na penaltovou situaci, ale Baggio se odmítl penalty chopit. Tímto gestem si udobřil mnohé příznivce Fiorentiny a naopak poštval mnohé příznivce turínského týmu, Juventus navíc utkání prohrál 0:1, neboť De Agostini branku z penalty minul.
Když se na jaře 1991 Juventus s Fiorentinou střetli na ligové scéně, pobouřil Baggio při svém střídání příznivce svého nového klubu tím, že sebral vhozenou fialovou (typická barva Fiorentiny) šálu ležící na trávníku.
V rámci Poháru vítězů pohárů nastřádal celkem 9 gólů, ten první skončil v síti bulharského OFK Sliven. Proti Austrii Vídeň ve čtvrtfinále vstřelil hattrick. V domácí odvetě semifinále s Barcelonou musel Juventus dotahovat dvougólové manko, ale to se nepodařilo. Nedostačující vítězství 1:0 zajistil z přímého kopu Baggio, který 30 minut před koncem překonal gólmana Andoniho Zubizarretu.
Střelecké ligové konto na konci sezóny i přes pomalý start zdobilo 14 gólů.
Jelikož trofeje chyběly, přišel trenér Giovanni Trapattoni a ten postavil tým okolo Baggia snažíc se svrhnout dominanci AC Milán.
V ročníku 1991/92 milánský hegemon svržen nebyl a Baggio se musel smířit s druhou příčkou. Na začátku února proti Foggii vstřelil první ligový hattrick za své působení v Turíně.
Kapitánem se stal 25letý Baggio před sezónou 1992/93.
Klubový majitel přivedl nová jména a Baggio se tak v kabině setkal s Jürgenem Kohlerem, Andreasem Möllerem anebo Davidem Plattem. Mužstvo doplnil také záložník Dino Baggio, šlo však pouze o shodu jmen.
Posílit útok přišli Gianluca Vialli a Fabrizio Ravanelli. Baggio se ujal role podhrota za touto dvojicí.
Za sezónu celkem zaznamenal 30 soutěžních branek, včetně dvou ve finále Poháru UEFA.
V dubnu proti PSG v úvodním utkání semifinále Poháru UEFA se sám postaral o obrat z 0:1 na 2:1, poté co Pařížany poslal do vedení George Weah. Druhý gól vsítil Baggio z povedeného přímého kopu.
Juventus následně zvládl také odvetu. První finálové klání se hrálo na německé půdě Vestfálského stadionu. Dino Baggio srovnal na 1:1 po úvodní trefě Michaela Rummeniggeho. O čtyři minuty později našel Vialliho centr Roberta Baggia a ten překonal gólmana Klose. V 73. minutě sprintem dostihl přihrávku Möllera a z prvního dotyku zajistil výhru 3:1.
Během odvetného finále si připsal dvě asistence na vítězství 3:0. Individuálními výkony si vysloužil cenu Zlatý míč pro nejlepšího fotbalistu Evropy pro rok 1993.
Poprvé od roku 1982 se stal držitelem Zlatého míče opět Ital, naposledy to byl Paolo Rossi.
Ani na jaře v roce 1994 neslavili příznivci Bianconeri mistrovský titul, což klubové představitele přimělo angažovat trenéra Marcella Lippiho. Na podzim se gólově prosadil z přímého kopu proti Padově, ale kvůli zranění utkání nedohrál. Právě náchylnost ke zranění byla jedním z faktorů, proč trenér Lippi začal praktikovat systém méně závislý na Baggiovi. Dalším faktorem byla přítomnost mladého nadějného Alessandra Del Piera, který společně s Baggiem, Viallim a Ravanellim bojovali o dvojici míst v základní sestavě, neboť v té době byly dva útočníci uznávanou normou.
Baggio se do zápasové praxe vrátil během jara, to si Juventus již dokráčel pro Scudetto. Gólově podpořil tažení domácím pohárem, když v semifinále pomohl vyřadit Lazio Řím. Do finále však nezasáhl.
Turínský klub se následně pokusil snížit náklady snížením Baggiovy mzdy o přibližně 50%,
ale hráče si udržet, ten to ovšem odmítl a zamířil proto do AC Milán.

### Milán, Bologna a Inter
AC Milán vlastněný Silviem Berlusconim Baggiovi nabídl požadovaný plat a ten s klubem podepsal tříletý kontrakt.
Milán za něj zaplatil částku v přepočtu mezi 12 až 13 miliony $ (amerických dolarů).
Mužstvo se po roční pauze vynucené Juventusem vrátilo na pomyslný italský trůn s osmibodovým náskokem.
Opakující se zranění mu ale bránila hrát větší porci zápasů.
Ve čtvrtfinále Poháru UEFA při výhře 2:0 proti Bordeaux se ujal přímého kopu a překonal soupeřova brankáře Huarda, ale na postup to nakonec nestačilo a AC Milán venku podlehl 0:3.
V roce 1997 se Milán s Parmou dohodl na přestupu, ale nakonec přestup se neuskutečnil, protože tehdejší trenér Parmy Carlo Ancelotti jej nechtěl. A tak přestoupil do Boloně, kde plánoval restartovat kariéru. Vydržel jednu sezónu, během které vstřelil 22 ligových branek, nejvíce za svou kariéru.
V létě 1998 přestoupil do Interu za 5,5 miliard lir. I když měl problémy kolenem, uhrál v sezoně 35 utkání a vstřelil 10 branek. V lize chtěl klub útočit na titul, jenže skončil na 11. místě. Na další sezonu přichází nový trenér Marcello Lippi a ten již Roberta na hřiště často neposílá. Na konci kariéry i když věděl že mu klub neprodlouží smlouvu, přispěl rozhodující brankou určující pro kvalifikaci pro LM. V následném play-off klub vyhrál 3:1, on vstřelil dva góly. Největšího úspěchu za Nerazzurri zaznamenal v sezoně 1999/00 a to prohrané finále v italském poháru.

### Brescia Calcio
Několik klubů projevilo o Baggia zájem a ten si nakonec vybral Brescii Calcio, italský tým pendlující mezi první a druhou soutěží. Nejprve zde podepsal smlouvu na dva roky, nakonec zde zůstal až do konce kariéry roku 2004. V první sezóně ho opět limitovala zranění a na první gól tak čekal do ligového utkání na konci února 2001, kdy dvěma góly uhájil remízu 2:2 s Fiorentinou. Brescia prožívala další boje o záchranu. Baggio zajistil cenný bod za remízu 1:1 na půdě Juventusu, když v 86. minutě získal balon od Pirla a překonal brankáře van der Sara. Brescia v pěti závěrečných kolech vybojovala 13 bodů z 15 možných, Baggiovy góly doprovázely každé z těchto kol. Proti Lecce zaznamenal hattrick. Brescia prvoligovou příslušnost udržela a obsadila historické osmé místo.
Protože Atalanta Bergamo účast v Poháru Intertoto odmítla, naskytla se Brescii možnost nahlédnout do evropských pohárů. Během ročníku 2001/02 dosáhl tým čtvrtfinále domácího poháru, sám Baggio si připsal 10 gólových asistencí napříč soutěžemi. Jeho výkony jej vynesly do širší 50členné nominace na Zlatý míč za rok 2001. Za rok 2001 obdržel cenu Guerin d'Oro pro nejlepšího fotbalistu italské ligy podle italského týdeníku Guerin' Sportivo.
Odchozího Pirla ve středu hřiště zastoupil zkušený středopolař Pep Guardiola působící zde mezi roky 2001 a 2003. Baggio si přivodil zranění, které mu znemožnilo hrát od listopadu 2001 do poloviny dubna 2002, poté co zaznamenal 8 branek v prvních 9 zápasech. V závěru sezóny se uvedl v utkání proti Fiorentině, když jako střídající hráč dvakrát přesně zakončil a pomohl k výhře 3:0. Po prohře 0:5 v Turíně zajistil první ligu pro město Brescii gólem na 3:0 v posledním kole s Bolognou.
V sezóně 2002/03 dotáhl tým k devátému místu. Mezi jeho spoluhráče patřil nově též Stephen Appiah, v útoku po jeho boku nastupoval Luca Toni. Ve třetí i čtvrté sezóně skóroval vstřelil 12 ligových branek. Na jaře proti Parmě v závěru utkání srovnal na 2:2 a tím pokořil hranici 200 branek v Serii A. V květnu proti Laziu Řím vstřelil poslední gól v aktivní kariéře. Následně se rozloučil s fotbalem na stadionu San Siro v Miláně, kde mu při odchodu ze hřiště tleskali domácí fanoušci.

## Přestupy
- z Vicenza do Fiorentina za 1 390 000 Euro
- z Fiorentina do Juventus za 12 900 000 Euro
- z Juventus do Milan za 9 300 000 Euro
- z Milan do Bologna za 1 800 000 Euro
- z Bologna do Inter za 1 800 000 Euro
- z Inter do Brescia zadarmo

## Hráčská statistika

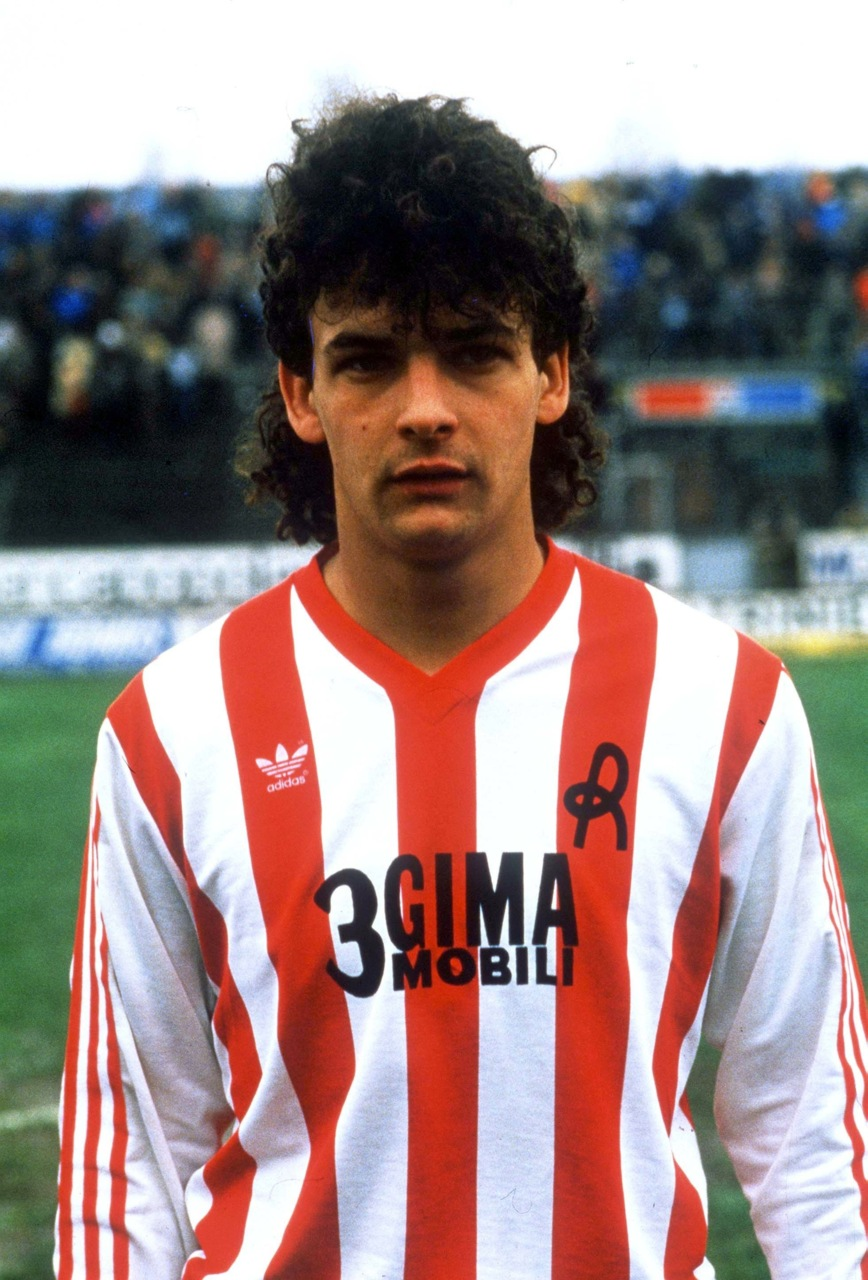
Roberto Baggio ve Vicenze

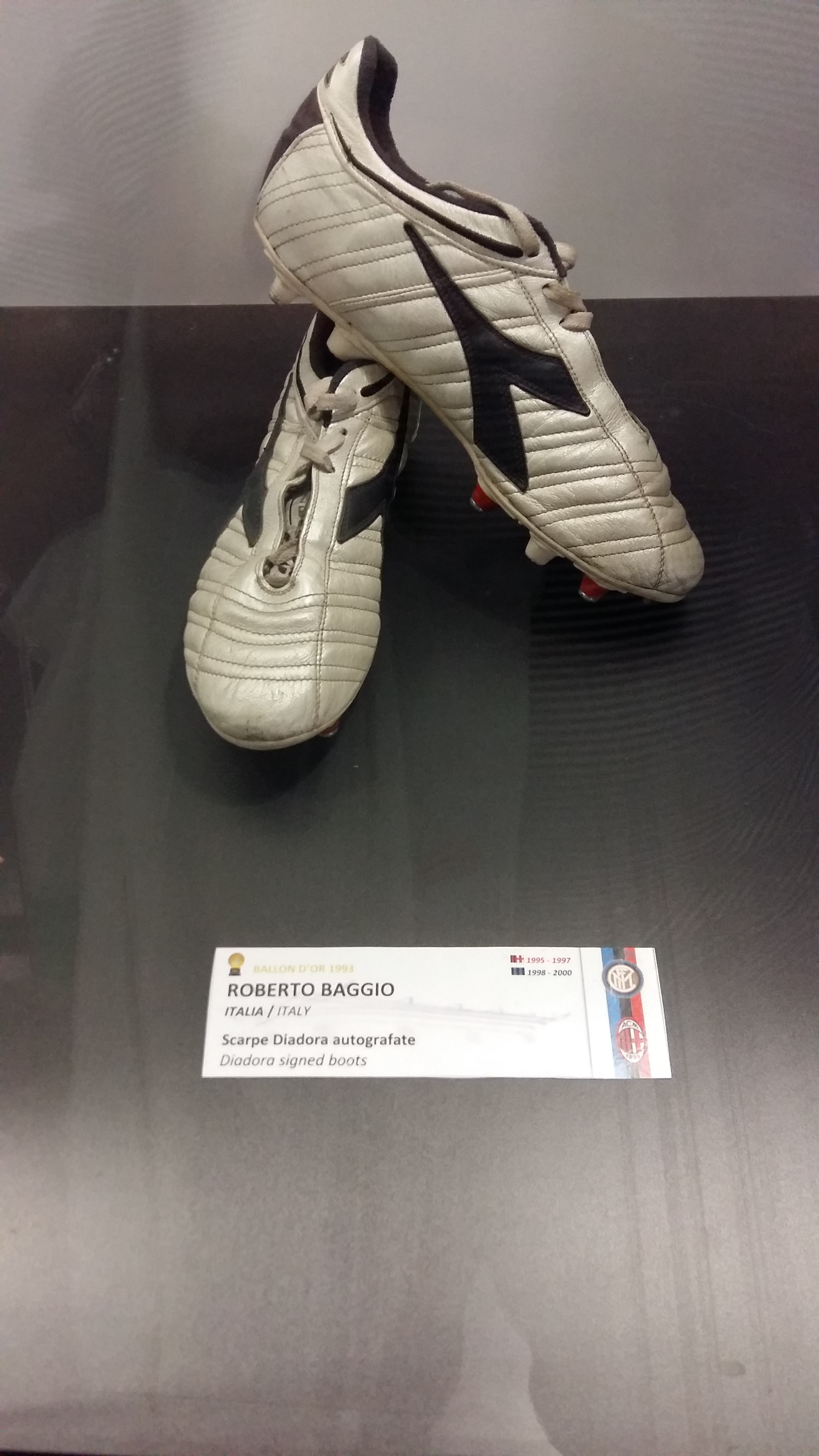
Kopačky Roberta Baggia

| Sezóna  | Klub       | Liga     | Liga   | Liga | Ligové poháry | Ligové poháry | Ligové poháry | Kontinentální poháry | Kontinentální poháry | Kontinentální poháry | Celkem | Celkem |
| Sezóna  | Klub       | Soutěž   | Zápasy | Góly | Soutěž        | Zápasy        | Góly          | Soutěž               | Zápasy               | Góly                 | Zápasy | Góly   |
| ------- | ---------- | -------- | ------ | ---- | ------------- | ------------- | ------------- | -------------------- | -------------------- | -------------------- | ------ | ------ |
| 1982/83 | Vicenza    | Serie C1 | 1      | 0    | IP            | 0             | 0             | -                    | 0                    | 0                    | 1      | 0      |
| 1983/84 | Vicenza    | Serie C1 | 6      | 1    | IP            | 4             | 0             | -                    | 0                    | 0                    | 10     | 1      |
| 1984/85 | Vicenza    | Serie C1 | 29     | 12   | IP            | 5             | 2             | -                    | 0                    | 0                    | 34     | 14     |
| 1985/86 | Fiorentina | Serie A  | 0      | 0    | IP            | 5             | 0             | -                    | 0                    | 0                    | 5      | 0      |
| 1986/87 | Fiorentina | Serie A  | 5      | 1    | IP            | 4             | 2             | UEFA                 | 1                    | 0                    | 10     | 3      |
| 1987/88 | Fiorentina | Serie A  | 27     | 6    | IP            | 7             | 3             | -                    | 0                    | 0                    | 34     | 9      |
| 1988/89 | Fiorentina | Serie A  | 30+1   | 15   | IP            | 10            | 9             | -                    | 0                    | 0                    | 41     | 24     |
| 1989/90 | Fiorentina | Serie A  | 32     | 17   | IP            | 2             | 1             | UEFA                 | 12                   | 1                    | 46     | 19     |
| 1990/91 | Juventus   | Serie A  | 33     | 14   | IP+IS         | 5+1           | 3+1           | PVP                  | 8                    | 9                    | 47     | 27     |
| 1991/92 | Juventus   | Serie A  | 32     | 18   | IP            | 8             | 4             | -                    | 0                    | 0                    | 40     | 22     |
| 1992/93 | Juventus   | Serie A  | 27     | 21   | IP            | 7             | 3             | UEFA                 | 9                    | 6                    | 43     | 30     |
| 1993/94 | Juventus   | Serie A  | 32     | 17   | IP            | 2             | 2             | UEFA                 | 7                    | 3                    | 41     | 22     |
| 1994/95 | Juventus   | Serie A  | 17     | 8    | IP            | 4             | 2             | UEFA                 | 8                    | 4                    | 29     | 14     |
| 1995/96 | Milán      | Serie A  | 28     | 7    | IP            | 1             | 0             | UEFA                 | 5                    | 3                    | 34     | 10     |
| 1996/97 | Milán      | Serie A  | 23     | 5    | IP            | 5             | 3             | LM                   | 5                    | 1                    | 33     | 9      |
| 1997/98 | Bologna    | Serie A  | 30     | 22   | IP            | 3             | 1             | -                    | 0                    | 0                    | 33     | 23     |
| 1998/99 | Inter      | Serie A  | 23     | 5    | IP            | 4+2           | 0+1           | LM                   | 6                    | 4                    | 35     | 10     |
| 1999/00 | Inter      | Serie A  | 18+1   | 4+2  | IP            | 5             | 1             | -                    | 0                    | 0                    | 24     | 7      |
| 2000/01 | Brescia    | Serie A  | 25     | 10   | IP            | 3             | 0             | -                    | 0                    | 0                    | 28     | 10     |
| 2001/02 | Brescia    | Serie A  | 12     | 11   | IP            | 1             | 0             | Int.                 | 2                    | 1                    | 15     | 12     |
| 2002/03 | Brescia    | Serie A  | 32     | 12   | IP            | 0             | 0             | -                    | 0                    | 0                    | 32     | 12     |
| 2003/04 | Brescia    | Serie A  | 26     | 12   | IP            | 0             | 0             | -                    | 0                    | 0                    | 26     | 12     |
| Celkem  | Celkem     | Celkem   | 490    | 220  | -             | 88            | 38            | -                    | 63                   | 32                   | 641    | 290    |

## Reprezentační kariéra

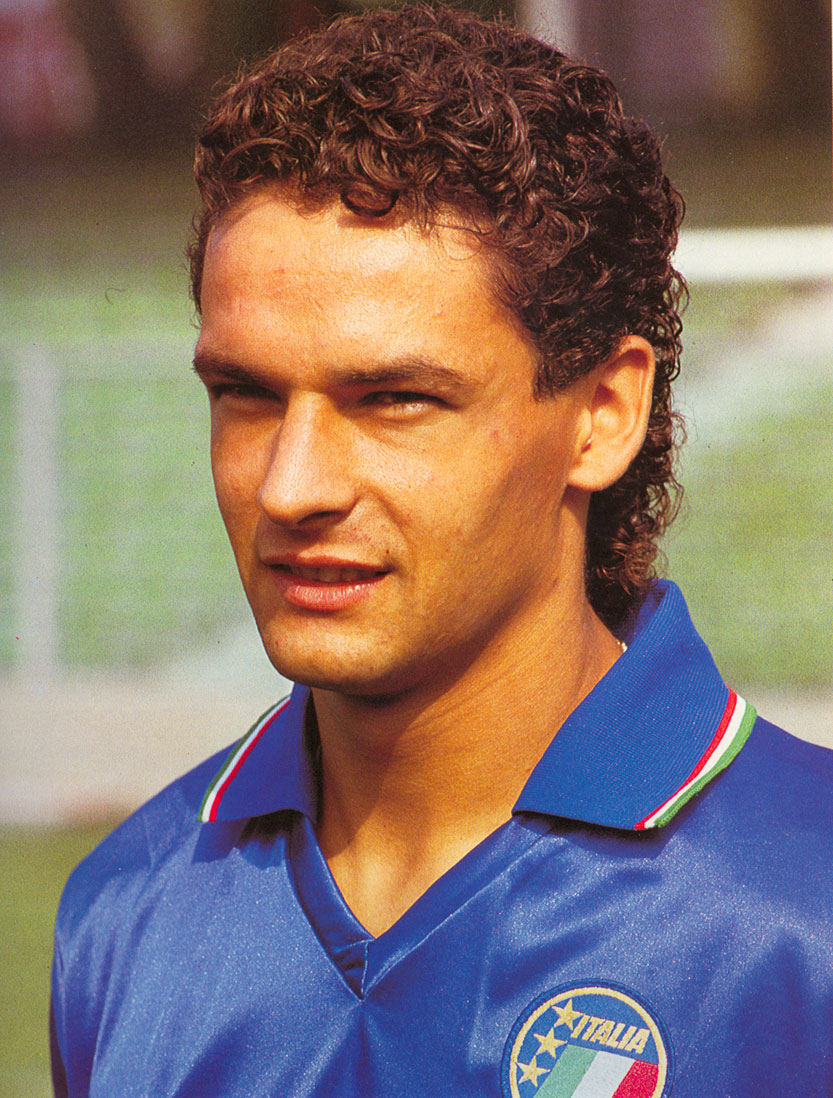
Ve 23 letech se Baggio poprvé představil na mistrovství světa

Za reprezentaci odehrál 56 utkání a vstřelil 27 branek. První utkání odehrál ve 21 letech 16. listopadu 1988 proti Nizozemí (1:0). První branku vstřelil s přímého kopu ve třetím utkání a to 22. dubna 1989 proti Uruguayi (1:1). Byl povolán na domácí šampionát v roce 1990. Získal bronzovou medaili a připsal si zde pět utkání a dvě branky. První branku vstřelil proti Československu, což byla vyhlášená jako nejhezčí branka na šampionátu. a druhá byla z utkání o 3. místo.
I nový trenér národního týmu Arrigo Sacchi na něj sází a povolává jej na další šampionát v roce 1994. Začátek turnaje nenabízí přesvědčivé výkony a byl považován za jedno z velkých zklamání turnaje. Teprve ve vyřazovací fázy se jeho střelecká extratřída rozjela. Nejprve v osmifinále vyřadí dvěma brankami Nigérii, poté ve čtvrtfinále brankou na konci zápasu vyřadil Španělsko a v semifinále dvěma brankami vyřadil Bulharsko a tak po 12 letech opět Itálie hraje finále. Do finálového utkání nastoupil, jenže jeho výkon nebyl takový jako dříve. Zápas se dostal do penaltového rozstřelu, který Roberto nezvládnul a svou střelu poslal nad břevno. Je vyhlášen druhým nejlepším hráčem na šampionátu a s 5 brankami se umístil na 2. místě v tabulce střelců.
Od listopadu 1996 do dubna 1998 nastoupil jen do 4 utkání. Další utkání přidal v přátelském utkání před MS 1998 proti Švédsku (0:1). Trenér národního týmu Cesare Maldini jej na šampionát v roce 1998 vezme na úkor Casiraghiho a Zoly. V prvním utkání proti Chile (2:2) vstřelil z penalty branku a připsal si i asistenci. Další branku vstřelil ve skupině proti Rakousku (2:1). Ale ve čtvrtfinále neprošel přes Francii. Díky těmto dvěma vstřeleným gólům vyrovnal italský rekord v tabulce střelců na MS, který držel Paolo Rossi (9 branek). Stal se jediným italským hráčem, který skóroval v třech šampionátech MS.
Po šampionátu odehrál ještě 3 zápasy pod vedením Zoffa. Také další trenér Giovanni Trapattoni jej nepovolává a tak poslední utkání odehrál v 37 letech 28. dubna 2004 proti Španělsku (1:1). Vstřelených 27 branek jej řadí na 4. místo v tabulce italských střelců v národním týmu.

### Statistika na velkých turnajích
| Reprezentace | Rok     | Zápasy             | Zápasy | Zápasy    | Zápasy           | Zápasy           | Zápasy            |
| Reprezentace | Rok     | Fáze turnaje       | Datum  | Soupeř    | Odehraných minut | Vstřelené branky | Výsledek          |
| ------------ | ------- | ------------------ | ------ | --------- | ---------------- | ---------------- | ----------------- |
| Itálie       | MS 1990 | 3 zápas ve skupině | 19. 6. | ČSSR      | 90               | 1                | 2:0               |
| Itálie       | MS 1990 | Osmifinále         | 25. 6. | Uruguay   | 79               | 0                | 2:0               |
| Itálie       | MS 1990 | Čtvrtfinále        | 30. 6. | Irsko     | 71               | 0                | 1:0               |
| Itálie       | MS 1990 | Semifinále         | 3. 7.  | Argentina | 45               | 0                | 1:1 (3:4) na pen. |
| Itálie       | MS 1990 | O 3. místo         | 7. 7.  | Anglie    | 90               | 1                | 2:1               |
| Itálie       | MS 1994 | 1 zápas ve skupině | 18. 6. | Irsko     | 90               | 0                | 0:1               |
| Itálie       | MS 1994 | 2 zápas ve skupině | 23. 6. | Norsko    | 22               | 0                | 1:0               |
| Itálie       | MS 1994 | 3 zápas ve skupině | 28. 6. | Mexiko    | 90               | 0                | 1:1               |
| Itálie       | MS 1994 | Osmifinále         | 5. 7.  | Nigérie   | 120              | 2                | 2:1 v prodl.      |
| Itálie       | MS 1994 | Čtvrtfinále        | 9. 7.  | Španělsko | 90               | 1                | 2:1               |
| Itálie       | MS 1994 | Semifinále         | 13. 7. | Bulharsko | 71               | 2                | 2:1               |
| Itálie       | MS 1994 | Finále             | 17. 7. | Brazílie  | 120              | 0                | 0:0 (2:3) na pen. |
| Itálie       | MS 1998 | 1 zápas ve skupině | 11. 6. | Chile     | 90               | 1                | 2:2               |
| Itálie       | MS 1998 | 2 zápas ve skupině | 17. 6. | Kamerun   | 65               | 0                | 3:0               |
| Itálie       | MS 1998 | 3 zápas ve skupině | 23. 6. | Rakousko  | 17               | 1                | 2:1               |
| Itálie       | MS 1998 | Čtvrtfinále        | 3. 7.  | Francie   | 30               | 0                | 0:0 (3:4) na pen. |

## Úspěchy

### Klubové
- 2× vítěz italské ligy (1994/95, 1995/96)
- 1× vítěz italského poháru (1994/95)
- 1× vítěz Poháru UEFA (1992/93)

### Reprezentační
- 3× na MS (1990 – bronz, 1994 – stříbro, 1998)

### Individuální
- 1× vítěz ankety Zlatého míče - (1993)[55]
- 1x stříbrný v anketě Zlatého míče - (1995)
- 1x bronzový v anketě Zlatého míče - (1994)
- 1× vítěz Fotbalista roku podle FIFA - (1993)
- 1× nejlepší fotbalista světa podle World Soccer - (1993)
- 1× vítěz ceny Bravo - (1990)
- 1× nejlepší hráč ligy (cena Guerin d'Oro) - (2000/01)
- 1× nejlepší střelec PVP - (1990/91)
- 1× All Stars Team na MS (1994)
- člen Golden Foot (2003)
- člen síně slávy italského fotbalu (2011)
- člen síně slávy italského sportu (2015)
- * kandidát na Zlatý míč – nejlepší tým (8. místo v roce 2020)

### Vyznamenání
Řád zásluh o Italskou republiku (1991)